# 广西民族师范学院

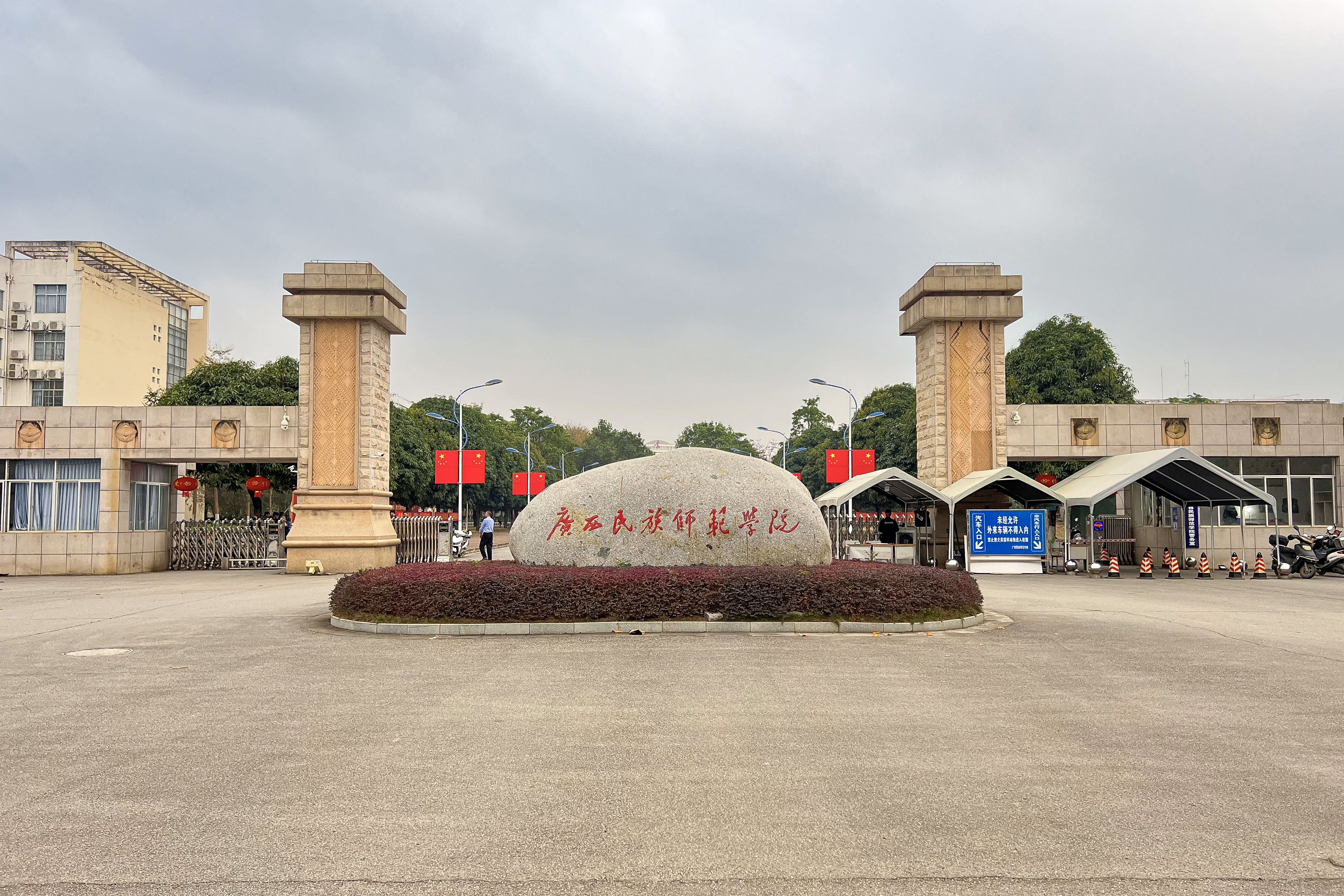
校门

广西民族师范学院，简称广西民师院，是中华人民共和国的一所全日制本科公办省属普通高等学校，位于广西壮族自治区崇左市。

## 历史沿革
1939年，广西省立龙州师范学校创建。中华人民共和国成立后，学校于1950年更名为广西省龙州师范学校。1958年，更名为南宁专区龙州师范学校。1969年，受到文化大革命的影响，学校一度停办；1972年，更名为南宁地区第二师范学校。1978年12月，升格为南宁师范专科学校。1988年，学校成为副厅级建制机构，实行由广西壮族自治区人民政府与南宁地区行政公署双重领导的体制；1994年，再更名为南宁师范高等专科学校。2003年，南宁地区第二民族师范学校并入南宁师范高等专科学校。
2009年3月26日，中华人民共和国教育部同意南宁师范高等专科学校升格为本科层次的广西民族师范学院。2013年4月，广西民族师范学院整体搬迁至崇左市江州區，原龙州校区不再使用，转交给龙州县人民政府。2022年，广西壮族自治区人民政府调整了学校的管理体制，广西民族师范学院由此成为自治区人民政府举办的普通高等學校。

## 现状
自2013年，广西民族师范学院自龙州县迁入崇左市江州区佛子路23号，校区东邻近崇左幼儿师范高等专科学校，南接广西城市职业大学，联外交通便利，校区还邻近崇左国际客运中心及南憑高速鐵路崇左南站。广西民族师范学院占地总面积1148亩，校舍建筑总面积39.6万平方米，教学科研仪器设备总值1.5亿元。学校设有16个二级学院，41个本科专业、12个高职专业，有教职工994人，全日制在校生近16000人。

## 大学组织
- 文学与传媒学院
  - 汉语言文学学科（本科师范、专科）
  - 秘书学专业
  - 新闻学专业
- 外国语学院 
  - 英语学科（英语教育本科、英语教育专科、商务英语）
  - 越南语专业
  - 泰语专业
- 经济与管理学院
  - 物流管理专业
  - 国际经济与贸易专业
  - 市场营销专业
  - 财务管理专业
  - 人力资源管理专业
  - 会计专业（专科）
- 数学与计算机科学学院
  - 数学学科（数学与应用数学师范、信息与计算科学、数学教育专科）
  - 计算机科学与技术专业
  - 网络工程专业
- 物理与电子工程学院
  - 物理学
  - 通信工程专业
  - 电子信息工程专业
  - 物联网工程专业
  - 通信技术专业（专科）
- 化学化工学院
  - 化学学科（化学师范教育、化学工程与工艺）
  - 制药工程专业
  - 药品经营与管理专业（专科）
  - 应用化工技术专业（专科）
- 美术学院
  - 美术学科（美术师范教育、美术教育专科）
  - 环境设计专业
  - 产品设计专业
  - 视觉传达专业
- 音乐学院
  - 音乐学科
  - 舞蹈表演专业
- 体育学院
  - 体育教育学科（本科、专科）
- 政治与公共管理学院
  - 城市管理专业
  - 思想政治教育专业（师范类）
  - 行政管理专业
- 教育科学学院
  - 学前教育专业
  - 小学教育学科（本科、高中起点专科、初中起点专科）
- 生物与食品工程学院
  - 生物学专业
  - 食品科学与工程
  - 食品生物技术（专科）
- 历史文化与旅游学院
  - 历史学专业
  - 酒店管理专业
  - 旅游管理专业
- 马克思主义学院
- 继续教育学院
- 国际教育学院

## 图书馆
截至2019年9月，广西民族师范学院图书馆馆藏纸质图书110余万册，电子图书150余万册，电子期刊2万余册，期刊1300余种，报纸170余种，可供阅览座位1800多个。亦开通了中国期刊网、维普期刊数据库、万方数据库、超星数字图书馆等二十多种网络资源。

## 国际合作交流
广西民族师范学院与以下学校拥有校际合作关系：
- 越南海防大学
- 越南东都大学
- 菲律賓塔拉克农业大学
- 泰國庄甲盛皇家大学
- 泰國南邦皇家大学